# 拉讷沃洛特
拉讷沃洛特（法語：Laneuvelotte，法語發音：[lanœvlɔt]）是法国默尔特-摩泽尔省的一个市镇，位于该省南部，属于南锡区。

## 地理
拉讷沃洛特（48°43'44"N, 6°17'35"E）面积9.13 平方千米，位于法国大東部大區默尔特-摩泽尔省，该省份为法国东北部内陆省份，是洛林的一部分，北邻比利时、卢森堡，北起顺时针与摩泽尔省、下莱茵省、孚日省和默兹省接壤。
与拉讷沃洛特接壤的市镇（或旧市镇、城区）包括：阿芒斯、塞尔维尔、尚珀努、莱特尔苏萨芒斯、皮尔努瓦、塞尚、沃莱讷苏萨芒斯。

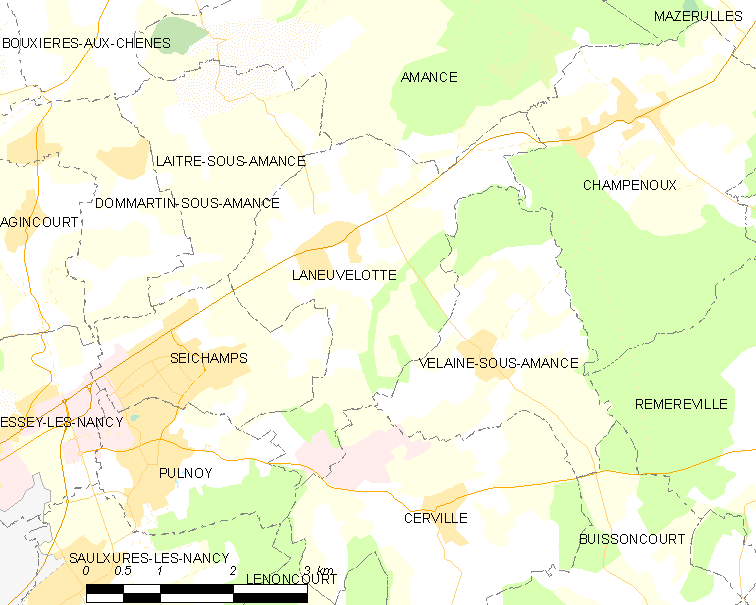
拉讷沃洛特的OSM定位图

拉讷沃洛特的时区为UTC+01:00、UTC+02:00（夏令时）。

## 行政
拉讷沃洛特的邮政编码为54280，INSEE市镇编码为54296。

## 政治
拉讷沃洛特所属的省级选区为格朗库罗内县。

## 人口

1962-2008年间拉讷沃洛特人口变化图示

拉讷沃洛特于2022年1月1日时的人口数量为431人。